# وصفي قرنفلي
وصفي كامل قُرُنْـفُلي (1911 - 1972) شاعر سوري. ولد في حمص ودرس في الكليّة الأورثوذوكسية حتى نهاية المرحلة الثانوية لكنّه لم يكمل تعليمه فتركه في 1928. التحق بمدرسة المساحة حتى تخرج فيها طبوغرافيًا وانتسب إلى أعمال المساحة. ثقّف نفسه بنفسه وطالع أمّهات الكتب الأدبية، ودواوين الشعراء الفحول. له ديوان شعر أربى عدد أبياته على خمسة آلاف. منح وسام الاستحقاق السوري من الدرجة الأولى عام 1969.

## سيرته
هو وصفي بن كامل بن اسطفان بن نوفل بن رفول، والجد الأعلى هو قدور قرنفلة، تنحدر هذه الأسرة من أصل عربي غساني، وقد نزحت عن وادي النصارى منذ قرون واستوطنت حمص.

ولد وصفي قرنفلي في حمص سنة 1911، وتلقى علومه في الكلية الأرثوذكسية الحمصية إلى الصف الحادي عشر، ثم ترك المدرسة في 1928 وانتسب إلى أعمال المساحة في 1929. عمل موظفًا طبوغرافيًا في مؤسسة المشاريع الكبرى حتى أحيل إلى التقاعد عام 1964 بعد عجزه التام عن العمل. 

زار مصر في 1931 ومكث فيها بضعة أشهر قضاها في المطالعة والبحث في المكاتب العامة الكبرى. درس اللغة العربية على يوسف شاهين وجرجس كنعان، ونظم الشعر وهو في صباه في السادسة عشر من عمره.

عاد إلى حمص وتوطدت صداقته مع نصوح فاخوري وعبد السلام عيون السود حيث ألَّفوا حلقة أدبية لمناقشة قضايا الأدب والشعر والفن. وكان له نشاط سياسي وأدبي من خلال مجلسه الأدبي في مقهى الروضة في حمص.

في 1957 بدأ المرض يتغلغل في جسده، ولكنه أهمل نفسه، وتأخر في العلاج، فاستفحل المرض، وقرر الأطباء استحالة الشفاء منه، وأصبح في نهاية عام 1967 مشلولاً طريح الفراش. توفي القرنفلي في حمص سنة 1972 وأقام له فرع اتحاد الكتاب العرب بحمص حفلاً تأبينياً شارك فيه مجموعة من كبار الأدباء والشعراء.. 

## شعره
قال عنه إبراهيم الجندي «لقد امتاز هذا الشاعر بوصف إحساسه على مثال غير مسبوق، وتسنى لقلب هذا الشاعر الخفاق أن يبدع ما شاء له الإبداع.»  ذكرت في معجم البابطين عن شاعريته «تأثر بشعراء الكلاسيكية الجديدة وبخاصة أحمد شوقي، نلمح في شعره نزعة وجدانية من وصف للطبيعة وميل للحزن والشجن، كما تأثر بالموروث الشعري القديم والقرآن الكريم والحديث الشريف، عني بقضايا الوطن ودعا إلى القومية العربية. غلبت على شعره النزعة التحريضية ضد المستعمر، وكذلك مال إلى الشعر الوجداني، وعني بالمرأة التي اعتبرها رمزًا مطلقًا مرادفًا لسر الوجود والتصوف أحيانًا، لغته عذبة سلسة، وتراكيبه قوية حسنة، ومعانيه واضحة، وبلاغته قديمة تراوح بين البديع والبيان. في مرحلة من حياته كتب قصيدة التفعيلة.»

## جوائزه
- 5 أغسطس 1969: كرمته الدولة بمنحه وسام الاستحقاق السوري.

## مؤلفاته
- وراء السراب، ديوانه، 1969